# Ceraturgus niger
Ceraturgus niger är en tvåvingeart som först beskrevs av Macquart 1838.  Ceraturgus niger ingår i släktet Ceraturgus och familjen rovflugor. Inga underarter finns listade i Catalogue of Life.